# Juventud Deportiva Arrate
Juventud Deportiva Arrate (deutsch etwa: Sportjugend Arrate), kurz: JD Arrate, war ein spanischer Handballverein aus Éibar.

## Geschichte
Juventud Deportiva Arrate wurde im Jahr 1947 in Éibar gegründet.
Ab 1964 wurde im Verein auch Handball gespielt.

### Männer
Nach der Zweitligasaison 1973/1974 in der Primera División Nacional stieg der Verein erstmals in die erste Liga, die División de Honor, auf, in der man allerdings in der Spielzeit 1974/1975 nur den vorletzten Platz belegte und abstieg. Nach der Meisterschaft in der Spielzeit 1975/1976 der Primera División Nacional gelang erneut der Aufstieg in die División de Honor. Der sechste Platz in der Spielzeit 1976/1977 der ersten Liga bedeutete den Klassenerhalt. In der Erstligaspielzeit 1977/1978 kam man dann nur auf den letzten Platz und stieg wieder in die zweite Liga ab. Im Jahr 1988 gelang erneut der Aufstieg. Von der Saison 1988/1989 an spielte man wieder in der ersten Liga, die ab 1990 als Liga Asobal firmierte. Nach der Saison 1991/1992 folgte der erneute Abstieg, ein Jahr später der direkte Wiederaufstieg aus der zweiten Liga. Allerdings kam die Mannschaft in der Liga Asobal 1993/1994 nur auf den 15. Platz und stieg damit ab. Ab der Spielzeit 1994/1995 trat der Verein in der neu geschaffenen División de Honor B als zweiter Liga an. 1999 folgte der Abstieg in die nun als dritte Liga agierende Primera División Nacional. Unter Trainer Jorge Dueñas gelang dem Team im Jahr 2000 der Aufstieg aus der dritten in die zweite Liga. Im Jahr 2003 kehrte der Verein wieder in die Liga Asobal zurück. Ab der Saison 2003/2004 war Juventud Deportiva Arrate somit wieder in Spaniens erster Liga vertreten. Die Mannschaft schaffte es ins Viertelfinale der Copa del Rey 2007/2008. In der Saison 2007/2008 gelang mit dem 7. Platz die beste Platzierung in der Vereinsgeschichte, verbunden mit dem Startrecht für den EHF-Pokal der Saison 2008/2009, in dem man bis ins Viertelfinale kam. Die Saison 2010/2011 beendete der Verein, der große finanzielle Schwierigkeiten hatte, zwar auf dem Nichtabstiegs-Platz 14, zog aber das Team dennoch vom Ligabetrieb zurück. In der Folge wurde auch der Verein aufgelöst.

### Weitere Mannschaften
Im Handballverein waren bis zu 16 Mannschaften aktiv.

## Spieler
Zu den bekannten Spielern im Verein gehörten Aitor Etxaburu (1983–1986), Muhamed Memić (1989–1991), Alexandru Buligan (1990–1994), Wladislaw Kalarasch (1993–1994), Gonzalo Carou (2001–2008), Mariusz Jurkiewicz (2004–2009), Dalibor Čutura (2004–2010), Juan José Panadero (2006–2007), Ivo Díaz (2006–2009), Bojan Beljanski (2008–2011), Szabolcs Törő (2009–2010), Jon Azkue (2010–2011), Imanol Álvarez und István Rédei.

## Trainer
Von 1989 bis 1992 trainierte Jordi Ribera die Männer des Vereins in der ersten Liga. Sein Nachfolger wurde Viktor Debre. Von 1999 bis 2005 war Jorge Dueñas Trainer, unter ihm gelang der Aufstieg von der dritten in die erste Liga. Von 2005 bis 2008 war erneut Viktor Debre Trainer der Mannschaft. Im Jahr 2008 übernahm Julián Ruiz das Traineramt.
Auch Imanol Álvarez war Trainer bei JD Arrate.

## Heimspielstätte
Der Verein trug seine Heimspiele im Polideportivo de Ipurúa aus.

## Name
Der Verein Juventud Deportiva Arrate trug den in der Nähe von Éibar liegenden Berg Arrate im Namen. Aus Sponsoringgründen spielte der Verein auch unter den Namen Seat Arrate und Xerox Arrate.